# Amedeo Benedetti
Amedeo Benedetti, né le 22 septembre 1954 à Fivizzano en Toscane (Italie) et mort le 18 avril 2017 à Gênes, est un écrivain et érudit italien.

## Biographie
Benedetti est un professeur de l’enseignement secondaire, et exerce à Gênes en Ligurie, reconnu pour ses nombreux essais sur la linguistique et sur le jargon.
Diplômé en littérature,  en histoire, et en philosophie à l'université de Gênes, il s'intéresse dans un premier temps à l'archivistique (Gli archivi delle immagini, 2000),
(Gli archivi sonori, 2002), (Gli archivi della scienza, 2003 avec Bruno Benedetti).
Il a publié ensuite des études très savantes sur le langage de Silvio Berlusconi, de Henry Kissinger, de Benoît XVI alias Joseph Ratzinger, et des organisations révolutionnaires d'extrême gauche italiennes, comme les Brigades rouges.
Tout au long de sa carrière, il écrit régulièrement dans des quotidiens et des hebdomadaires de l’argot des bureaucrates, ed de le parler des métiers (employés de banque, politicians, chirurgiens, avocats, prêtres), et de littérature italienne.
Il publie des articles et des recensions dans des revues telles que Antologia Vieusseux (it), Biblioteche Oggi (it), Culture del testo e del documento, Esperienze Letterarie (it), Il Veltro (it), Intersezioni, L'Alighieri, Lares (it), Lettere italiane, Otto/Novecento, Rivista di studi politici internazionali, ou encore Sapere.
Amedeo Benedetti meurt en 2017 à l'âge de 62 ans des suites d'une maladie incurable.  

### Essais
- Il comportamento televisivo, Genova, Regione Liguria, 1996.
- Il comportamento radiofonico, Genova, Regione Liguria, 1996.
- Comunicazione e osservazione per musicoterapeuti, Genova, Associazione Italiana Studi di Musicoterapia, 1997.
- Il programma dell’Accesso, Genova, Erga, 1999.  (ISBN 88-8163-192-X)
- Storia dei programmi televisivi di maggior audience, Genova, Erga, 1999.  (ISBN 88-8163-193-8)
- Gli archivi delle immagini. Fototeche, cineteche e videoteche in Italia, Genova, Erga, 2000.  (ISBN 88-8163-182-2)
- Gli archivi sonori. Fonoteche, nastroteche e biblioteche musicali in Italia, Genova, Erga, 2002  (ISBN 88-8163-215-2)
- Il linguaggio delle nuove Brigate Rosse, Genova, Erga, 2002.  (ISBN 88-8163-292-6)
- Il cinema documentato. Cineteche, musei del cinema e biblioteche cinematografiche in Italia, Genova, Cineteca Griffith, 2002.
- (avec Bruno Benedetti) Gli archivi della scienza. Musei e biblioteche della scienza e della tecnologia in Italia, Genova, Erga, 2003.  (ISBN 88-8163-215-2)
- L’osservazione per l'intelligence e l'indagine, Genova, Erga, 2003.  (ISBN 88-8163-333-7)
- Decisione e persuasione per l'intelligence (e la politica), Genova, Erga, 2004.  (ISBN 88-8163-355-8)
- Bibliografia artigianato. La manualistica artigiana del Novecento: pubblicazioni su arti e mestieri in Italia dall'Unità ad oggi, Genova, Erga, 2004.  (ISBN 88-8163-358-2)
- Il linguaggio e la retorica della nuova politica italiana: Silvio Berlusconi e Forza Italia, Genova, Erga, 2004.  (ISBN 88-8163-363-9)
- Lezioni di politica di Henry Kissinger. Linguaggio, pensiero ed aforismi del più abile politico di fine Novecento, Genova, Erga, 2005.  (ISBN 88-8163-391-4)
- Bibliografia ragionata sulla cultura delle immagini, Genova, Erga, 2005.  (ISBN 88-8163-415-5)
- Il libro. Storia, tecnica, strutture, Arma di Taggia, Atene, 2006.  (ISBN 88-88330-29-1)
- Manuale di sburocrazia. Analisi, note e proposte di correzione del linguaggio burocratico italiano,  Genova, Aba Libri, 2008.  (ISBN 978-88-627-5000-4)
- Bancarese addio! Proposte di correzione del linguaggio bancario italiano, Genova, Aba Libri, 2008.  (ISBN 978-88-627-5003-5)
- Il linguaggio di Benedetto XVI, al secolo Joseph Ratzinger, Genova, Erga, 2012.  (ISBN 978-88-8163-657-0)
- Dica trentatre. Analisi, note e proposte di correzione del “medichese”, Genova, Erga, 2012.  (ISBN 978-88-8163-707-2)
- Mi rimetto alla clemenza della corte. Analisi, note e proposte di correzione del linguaggio giuridico italiano, Genova, Erga, 2012.  (ISBN 978-88-8163-711-9)